# Timatic
Timatic és la base de dades que conté documentació per viatjar a un país estranger. És utilitzat per línies aèries per determinar si un passatger pot ser enviat al país de destí sense necessitat d'una visa, així com per agents de viatge per proporcionar aquesta informació a viatgers per reservar un vol. Aquesta pàgina web ha rebut una forma notorietat donat que les companyies de vol són multades pel país destí si porten viatgers sense el corresponent permís per aterrar.